# Rudolf Haaker
Rudolf Haaker (* 23. Juni 1887 in Penzlin) war ein deutscher CDU-Politiker und ehemaliger Abgeordneter im Landtag Mecklenburg-Vorpommern.

## Leben
Rudolf Haaker besuchte die Volksschule in Penzlin und erlernte anschließend das Schmiedehandwerk. Nach seiner Gesellenprüfung 1905 und weiterer Gesellentätigkeit nahm er am Ersten Weltkrieg teil. Von 1917 bis 1920 war er in französischer Kriegsgefangenschaft. Im Mai 1920 ließ er sich als Schmied in Neubukow nieder, 1925 legte er die Meisterprüfung ab. Bereits vor 1933 war Haaker politisch in der DNVP organisiert, Stadtverordneter in Neubukow und Angehöriger des Stahlhelms.
Im Oktober 1945 schloss sich Haaker der CDU-Ortsvereinigung Neubukow an. Bei den Landtagswahlen im Oktober 1946 erhielt Haaker ein politisches Mandat, trat im Plenum des Landtags aber kaum in Erscheinung.